# Industriegebiet Halle-Leipzig
Das Industriegebiet Halle-Leipzig erstreckt sich über eine Fläche von rund 6000 km² mit einer Einwohnerzahl von 1,9 Millionen. Alleine 740.000 davon leben in Leipzig (rund 510.000) und Halle (rund 230.000). Nahe historische Industrieregionen sind südlich der Raum um Chemnitz und Zwickau, nördlich um Magdeburg sowie südöstlich die historische Manufakturenregion um Dresden und Meißen.

## Geschichte
Seit einigen Jahrhunderten wächst die Bedeutung Leipzigs als Industriestandort. Diese Entwicklung wurde durch diverse Faktoren begünstigt. So zum Beispiel die zentrale Lage Leipzigs im Deutschen Reich, günstige Verkehrsanbindungen (siehe Messestadt Leipzig), fruchtbare Lössböden und die umfangreichen und hochwertigen Braunkohlevorkommen. Dank der Lössböden konnte man früh anspruchsvollere Kulturen wie Weizen, Gerste und Zuckerrüben anbauen und die Braunkohlevorkommen ließen die Industrialisierung voranschreiten.
Mit etwa 20 % der Industrieproduktion und 150.000 Arbeitnehmern war die Region das bedeutendste Industriegebiet der DDR, obwohl das Gebiet in Ermangelung moderner Ausstattung und aufgrund diverser ökonomischer, sozialer und ökologischer Probleme nicht auf besonders hohen Anklang bei den Bürgern der DDR stieß.
Nach dem Fall der Mauer 1989 wurden 50 Milliarden Euro investiert, so dass die Region eine der stärksten, wenn nicht die stärkste Entwicklungsdynamik in den neuen Bundesländern aufweist. Trotzdem hat der wichtigste Industriezweig der Gegend, die
Braunkohleindustrie, seit 1990 erheblich an Bedeutung verloren. Infolge dieser Entwicklung mussten viele Arbeitsplätze abgebaut werden. Entgegen allen Erwartungen stehen die Chancen für den Raum Halle-Leipzig aber gut, da durch die hohen Sanierungskosten die technischen Möglichkeiten gewachsen sind und diverse politische Grundsatzentscheidungen in Sachsen und Sachsen-Anhalt getroffen wurden, die dem industriellen Fortkommen den Weg „geebnet“ haben.
Links und rechts an der Elbe lagern ungefähr 40 Milliarden Tonnen Braunkohle, doch nur 25 Milliarden Tonnen davon sind abbauwürdig. Zwei Fünftel davon, also 10 Milliarden Tonnen, fallen auf die linkselbischen Reviere (Mitteldeutsches Braunkohlerevier) um Zeitz, Dessau, Wittenberg, Altenburg, Weißenfels, Halle und Leipzig, wo täglich 1 Million Tonnen Braunkohle abgebaut werden. Besonders Salz-, Brikettier-, Kessel- und Schwelkohle werden in diesen Gebieten hergestellt und abgebaut. Letztere wird vor allem in Halle hergestellt und dient in der chemischen Industrie zur Schwelgas- und Teergewinnung. Kesselkohle hingegen dient hauptsächlich dem Verbrennen in Kesseln und Wärmekraftwerken und wird in Halle und Delitzsch produziert. Wegen ihres hohen Salzgehalts wird die Salzkohle kaum abgebaut und die Brikettierkohle oder einfach Briketts, die in Bitterfeld, Wolfen und Gräfenhainichen hergestellt werden, gelangen in den freien Handel, wo sie erworben werden können, um damit die Wohnung zu heizen. Sie wird manchmal auch in der chemischen Industrie benutzt, dies geschieht aber nur selten.

## Wirtschaftlicher Wandel in Leuna und Buna
Die chemischen Großbetriebe in Leuna und Buna im mittleren Saaletal bestehen bereits seit 1917 bzw. 1936. Beide Anlagen gehörten schon damals zu den wichtigsten Standorten im Bereich Halle-Leipzig. Eine günstige Arbeitskräftesituation, die Nähe zu den Flüssen Saale, Geisel, Lippe und Weiße Elster und der wohl wichtigste Faktor, die unmittelbare Lage zu den mitteldeutschen Braunkohlefördergebieten, verschafften beiden Betrieben große Vorteile im Wettbewerb. In Leuna wurden vor allem Treibstoffe, diverse Grundchemikalien wie Teer, Öl, Pech und Schwefel hergestellt.
Zu den negativen Seiten der Leunaer Geschichte gehört die Produktion von Giftgas für die Nationalsozialisten während des Zweiten Weltkriegs. Doch davon ließen sich die Sachsen-Anhalter nicht beirren und arbeiteten nach dem Fall des Dritten Reichs auch in der DDR mit zunehmend veraltenden Produktionsanlagen weiter. Nicht anders geschah dies in Buna, wo hauptsächlich Gummi für die Reifenindustrie und Karbid zur Herstellung von Chlor- und Plastikprodukten gefertigt wurde.
Im Zuge der Wiedervereinigung kam es in beiden Produktionsstätten zu einschneidenden Veränderungen.
Wo vor der Wende noch mit energieaufwendigen Maschinen gearbeitet wurde, führte man nach dem Fall der Mauer hochtechnisierte Apparaturen ein, die es den Arbeitern erlaubten, auf einem noch höheren Level zu arbeiten. Es entstanden moderne Betriebe
wie „Leuna 2000“, das vom ehemaligen französischen Mineralölkonzern Elf Aquitaine (jetzt TotalEnergies) gestützt wurde.
Bis zu 5000 Bauarbeiter errichteten auf 250 ha Fläche die größte Ölraffinerie in Deutschland seit 21 Jahren. Alleine das unterirdische Rohrsystem ist mit einer Gesamtlänge von 80 km riesig, ganz zu schweigen von der investierten Gesamtsumme von rund 2,5 Milliarden Euro.
In Buna wurde sogar noch mehr investiert. Man spricht hier von rund 7,5 Milliarden Euro, die nach EU-Subventionen von fast 5 Milliarden Euro durch die Europäische Kommission, nach Sachsen-Anhalt gekommen sein sollen. Diese Subvention ist die zweithöchste, welche die Brüsseler Behörde je bewilligt hat.
Der Standort Buna-Schkopau wurde, ähnlich wie Leuna, auch von einer großen ausländischen Firma, nämlich der Dow Chemical Company aus den USA, übernommen. Es gibt aber auch Schattenseiten dieser notwendigen Modernisierung. So wurde die Zahl der Arbeiter im Zuge der nun möglichen Rationalisierung durch das höhere Maß an Automatisierung in Buna von 20.000 auf 5200 und in Leuna von 29.000 auf 8600 verringert.

## Umweltbelastung und -schutz
Eine Fläche von 40 km² ist in Deutschland mittel- und unmittelbar vom Braunkohleabbau betroffen. Dies führt zur systematischen Zerstörung der betroffenen Landschaften; Abraumhalden und riesige (Rest-)Löcher sind die Folge. Dazu kommen die starke Luftverschmutzung, die durch das Verbrennen der Braunkohle in Kraftwerken oder das Verschwelen in der chemischen Industrie entsteht, sowie ausgetrocknete Böden durch ständige Grundwasserabsenkung, was Ernteausfälle zur Folge hat. Alleine die Schwelerei Espenhain südlich von Leipzig produzierte 4,4 t Schwefelwasserstoff pro Tag und pumpte diese in die Luft.
Das Berggesetz von 1969 war deshalb ein erster Schritt in die richtige Richtung. Dieses fordert von den staatlichen Braunkohlebergwerken, dass sie ihre ausgekohlten Tagebaue verfüllen, in Restlöchern Badeseen anlegen, den Boden rekultivieren und wieder aufforsten; dieses Berggesetz wird jedoch nicht immer durchgesetzt.
Neben den Braunkohle verarbeitenden Betrieben verschmutzt auch die chemische Industrie die Luft mit Abgasen und das Wasser mit ungeklärten Abwässern, die einfach in Flüsse geleitet werden.
Wegen all dieser Gründe waren der Boden, die Luft und das Wasser im Bereich Halle-Leipzig sehr stark verschmutzt und die Region wurde als „Kummerland“ oder „Umweltkatastrophengebiet“ der DDR bezeichnet.